# Tân Dân (Bắc Giang)
Tân Dân is een thị trấn in het district Yên Dũng, een van de districten in de Vietnamese provincie Bắc Giang. De provincie Bắc Giang ligt in het noordoosten van Vietnam, dat ook wel Vùng Đông Bắc wordt genoemd.
Tân Dân ligt in het noorden van het district.